# پرویز جاهد
پرویز جاهد (زادهٔ ۱۳۴۰) نویسنده، منتقد فیلم، پژوهش‌گر سینما و مدرس دانشگاه در زمینه ادبیات نمایشی و مطالعات سینمایی است. او در رشتهٔ مطالعات فیلم در دانشگاه وست‌مینستر لندن تحصیل کرده و دکترای خود را در رشته زبان‌های مدرن از دانشگاه سنت اندروز اسکاتلند گرفته است. تز دانشگاهی او در سال ۲۰۲۲ با عنوان «موج نوی سینمای ایران: یک مطالعه انتقادی» از سوی انتشارات بلومزبری در لندن منتشر شده است. جاهد، همچنین کارشناس ادبیات نمایشی از دانشکده هنرهای زیبای دانشگاه تهران و کارشناسی ارشد سینما از دانشکده سینما و تئاتر دانشگاه هنر است. او را بیشتر برای نقدها و نوشته‌های سینمایی‌اش و کتاب نوشتن با دوربین، که حاصل گفتگوی طولانی او با ابراهیم گلستان است، می‌شناسند. وی همچنین سردبیر نشریه سینمایی سینما-چشم است که نسخهٔ چاپی آن قبلاً به‌وسیلهٔ انتشارات اچ اند اس میدیا در لندن منتشر می‌شد و اکنون به صورت آنلاین منتشر می‌شود.

## آثار

### کتاب‌ها
- نوشتن با دوربین: رو در رو با ابراهیم گلستان (انتشاراتِ اختران)
- از سینما تک پاریس تا کانون فیلم تهران، گفتگو با فرخ غفاری (نشرِ نی)
- لئونس و لنا (ترجمه نمایشنامه اثر کارل گئورگ بوشنر به همراه تحلیل آثار بوشنر. انتشاراتِ نیلا)
- دایرکتوری سینمای جهان: سینمای ایران در دو جلد (ادیتور بخش ایران. انتشارات اینتلکت انگلستان. به زبان انگلیسی)
- برگزیده یک قرن موسیقی فیلم (انتشارات آگه)
- همچون در یک آینه، دیروز و امروز سینمای ایران (انتشارات افراز)
- آندره بازن و نظریه واقع گرایی فیلم (انتشارات اختران)
- جهان تیره و تار بلا تار (مجموعه مقاله. انتشارات ایجاز)
- سینمای مستقل جان کاساوتیس (مجموعه مقاله. انتشارات ایجاز)
- پازولینی و سینمای شعر (مجموعه مقاله، انتشارات ایجاز)
- فرانسوا تروفو، سلطان موج نو (مجموعه مقاله، انتشارات ایجاز)
- از میان برگ‌ها (نمایشنامه اثر فرانتس زاور کروتس. انتشارات افراز)
- این سویِ ذهن، آن سویِ مردمک (با بهمن مقصودلو. انتشاراتِ نیلا)

### فیلم‌ها
وی همچنین چند فیلم مستند بلند و فیلم داستانی کوتاه نیز ساخته است از جمله:
- چکاوک (مستندی دربارهٔ ساز سنتور)
- علفزار (مستندی دربارهٔ نابودی مراتع و جنگل‌ها در ایران)
- تعزیه، به روایت دیگر (مستندی دربارهٔ ریشه‌های نمایشی و آیینی تعزیه)
- روز به خیر آقای غفاری (مستندی دربارهٔ فرخ غفاری، مورخ و سینماگر)
- ماریا؛ قراول ۲۴ ساعته صلح (مستندی دربارهٔ ماریا گلستیگی، فعال ضد جنگ ایرلندی در لندن)
- سلیمان میناسیان: مردی با دوربین فیلم‌برداری (مستندی دربارهٔ سلیمان میناسیان، فیلم‌بردار خانه سیاه است و خشت و آینه)
- روز بر می‌آید (فیلم داستانی کوتاه. بر مبنای داستانی از محمد قاسم‌زاده)
- فال قهوه (فیلم داستانی کوتاه)
- مایکل کالور: پرتره یک بازیگر (دربارهٔ مایکل کالور، بازیگر برجسته تئاتر و سینما و تلویزیون انگلیس و فعال ضد جنگ)
- پیام دیوار (دربارهٔ محمد علی، گرافیتی آرتیست آفریقایی‌تبار ساکن برمینگهام انگلستان و فعال ضد جنگ)
- گردباد (مستندی دربارهٔ سرژ رضوانی، آهنگساز، نمایشنامه نویس، رمان‌نویس، نقاش و بازیگر ایرانی‌تبار فرانسوی و از چهره‌های موج نوی سینمای فرانسه)